# Alcis irrita
Alcis irrita là một loài bướm đêm trong họ Geometridae.